# Szarvaskő
Szarvaskő is een plaats (község) en gemeente in het Hongaarse comitaat Heves. Szarvaskő telt 345 inwoners (2001).